# Chrysopa gasteria
Chrysopa gasteria är en insektsart som beskrevs av Navás 1917. Chrysopa gasteria ingår i släktet Chrysopa och familjen guldögonsländor. Inga underarter finns listade i Catalogue of Life.